# 1892 год в авиации
Список событий в авиации в 1892 году.

## Персоны

### Родились
- 12 (24) января — Швецов, Аркадий Дмитриевич, советский конструктор авиационных двигателей, доктор технических наук (1940), генерал-лейтенант инженерно-авиационной службы (1948). Герой Социалистического Труда (1942). Лауреат четырёх Сталинских премий (1942, 1943, 1946, 1948).[1]
- 1 марта — Басов, Сергей Николаевич, русский военный лётчик, герой Первой мировой войны.[2]
- 8 июля — Поликарпов, Николай Николаевич, российский и советский авиаконструктор, глава ОКБ-51.[3]
- 10 (22) сентября — Пётр Ионович Баранов советский военный и партийный деятель, один из главных создателей и организаторов Военно-Воздушного Флота и авиапромышленности СССР.[4]